# العلاقات الدومينيكية السورية
العلاقات الدومينيكية السورية هي العلاقات الثنائية التي تجمع بين دومينيكا وسوريا.

## مقارنة بين البلدين
هذه مقارنة عامة ومرجعية للدولتين:
| وجه المقارنة                                              | دومينيكا              | سوريا                    |
| --------------------------------------------------------- | --------------------- | ------------------------ |
| المساحة (كم2)                                             | 751                   | 185.18 ألف               |
| عدد السكان (نسمة)                                         | 73.92 ألف             | 18.27 مليون              |
| الكثافة السكانية (ن./كم²)                                 | 9.84 ألف              | 98.66                    |
| العاصمة                                                   | روسو                  | دمشق                     |
| اللغة الرسمية                                             | اللغة الإنجليزية      | اللغة العربية            |
| العملة                                                    | دولار شرق الكاريبي    | ليرة سورية               |
| الناتج المحلي الإجمالي (بليون دولار)                      | 562.54 مليون          | 60.20 مليار              |
| الناتج المحلي الإجمالي (تعادل القوة الشرائية) بليون دولار | 789.63 مليون          |                          |
| الناتج المحلي الإجمالي الاسمي للفرد دولار أمريكي          | 7.12 ألف              |                          |
| الناتج المحلي الإجمالي للفرد دولار أمريكي                 | 10.88 ألف             |                          |
| مؤشر التنمية البشرية                                      | 0.724                 | 0.594                    |
| رمز المكالمات الدولي                                      | +1767                 | +963                     |
| رمز الإنترنت                                              | .dm                   | .sy                      |
| المنطقة الزمنية                                           | 00، توقيت أطلنطي موحد | ت ع م+02:00، ت ع م+03:00 |

## منظمات دولية مشتركة
يشترك البلدان في عضوية مجموعة من المنظمات الدولية، منها:
| علم المنظمة | اسم المنظمة                        | تاريخ انضمام دومينيكا | تاريخ انضمام سوريا |
| ----------- | ---------------------------------- | --------------------- | ------------------ |
|             | مؤسسة التنمية الدولية              | 29 سبتمبر 1980        | 28 يونيو 1962      |
|             | يونسكو                             | 9 يناير 1979          | 16 نوفمبر 1946     |
|             | وكالة ضمان الاستثمار متعدد الأطراف | 7 أكتوبر 1991         | 14 مايو 2002       |
|             | الأمم المتحدة                      | 18 ديسمبر 1978        | 24 أكتوبر 1945     |
|             | الاتحاد البريدي العالمي            | ?                     | ?                  |
|             | البنك الدولي للإنشاء والتعمير      | 29 سبتمبر 1980        | 10 أبريل 1947      |
|             | الاتحاد الدولي للاتصالات           | 28 أكتوبر 1996        | 12 يناير 1924      |
|             | منظمة حظر الأسلحة الكيميائية       | ?                     | ?                  |
|             | مؤسسة التمويل الدولية              | 29 سبتمبر 1980        | 28 يونيو 1962      |
|             | منظمة الشرطة الجنائية الدولية      | ?                     | ?                  |